# تودي
تودي (بالإيطالية: Todi)‏ هي بلدية في مقاطعة بيرودجا في إقليم أومبريا في إيطاليا.

## السكان
في سنة 1861 بلغ عدد السكان 14٬057 نسمة، وتطور العدد ليصل في سنة 2011 لـ 16٬900 نسمة.
يظهر هذا المخطط البياني تطور النمو السكاني لـ تودي

## توأمة
لتودي اتفاقيات توأمة مع كل من:
- درو
- ملزونغن

## أعلام
- روبرتو برناردي
- ثيودور الأول
- نقولاس الكوزاني
- جياكومو روسي ستوارت